# Dekanat Sokołów Małopolski
Dekanat Sokołów Małopolski – dekanat diecezji rzeszowskiej. Utworzony w 1921 roku (wówczas w diecezji przemyskiej). 
Dekanat składa się z 13 parafii:
- Górno, pw. Ofiarowania NMP,
- Kamień, pw. Najświętszego Serca Jezusowego,
- Kamień, pw. Matki Bożej Królowej Świata,
- Kamień-Podlesie, pw. Matki Bożej Częstochowskiej,
- Krzywa Wieś, pw. św. Maksymiliana Kolbe,
- Łowisko, pw. św. Ignacego Antiocheńskiego i św. Maksymiliana M. Kolbe,
- Mazury, pw. Matki Bożej Nieustającej Pomocy,
- Medynia Głogowska, pw. Nawiedzenia NMP,
- Nienadówka, pw. św. Bartłomieja Apostoła,
- Sokołów Małopolski, pw. św. Jana Chrzciciela,
- Trzeboś, pw. Opatrzności Bożej,
- Trzebuska, pw. Matki Bożej Częstochowskiej,
- Wólka Niedźwiedzka, pw. Matki Bożej Królowej Polski.

## XVII wiek
Dekanat w Sokołowie istniał również na początku XVII w. Obejmował swoim zasięgiem parafie wcześniej należące do dekanatów jarosławskiego i rzeszowskiego w Giedlarowej, Leżajsku, Krzeszowie, Krzemienicy, Dziewiczym Potoku, Tarnogrodzie, Łukowej, Woli Zarczyckiej, Zaczerniu, Nienadówce, Łańcucie, Kraczkowej, Wysokiej, Markowej, Halbigowej, Handzlówce i w Sokołowie. W 1630 dekanat zlikwidowano, a sama parafia sokołowska znalazła się w nowo utworzonym dekanacie leżajskim.